# Vermetidae
Super-famille
Famille
Vermetidae est une famille de mollusques marins de la classe des gastéropodes et de l'ordre des Littorinimorpha.

## Description et caractéristiques

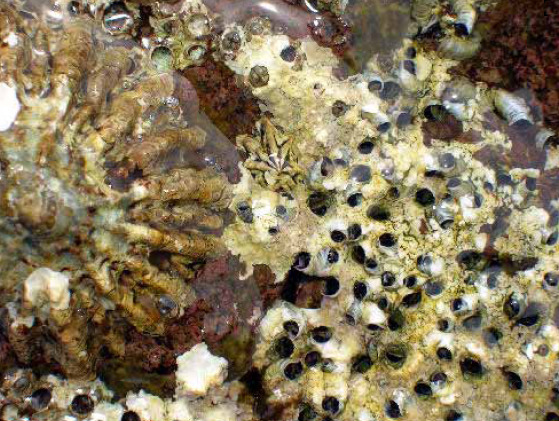
Un « trottoir à vermets » (ici l'espèce Dendropoma petraeum)

Ce sont des gastéropodes sessiles tubicoles, souvent confondus avec des vers. Ils chassent au moyen de longs filaments de mucus collant, qu'ils peuvent rentrer dans leur coquille tubulaire pour consommer le plancton qui s'y est accroché. Ce tube peut se refermer très rapidement à l'aide d'un opercule corné relativement solide. L'accrétion calcaire qu'ils provoquent fabriquent parfois de larges dalles, appelées « trottoirs à vermets », qui laissent aussi d'excellents registres fossiles.
Attention, les vermets ne sont pas les seuls gastéropodes à la coquille en forme de tube : c'est par exemple également le cas des Siliquariidae, et avec quelques différences des Caecidae.
Ils sont aussi souvent confondus avec des vers tubicoles, comme ceux des ordres Terebellida et surtout Sabellida. 

## Liste des genres
Selon World Register of Marine Species (10 décembre 2018) :
- genre Ceraesignum Golding, Bieler, Rawlings & T. Collins, 2014
- genre Cerithiovermetus Bandel, 2006
- genre Cupolaconcha Golding, Bieler, Rawlings & T. M. Collins, 2014
- genre Dendropoma Mörch, 1861
- genre Eualetes Keen, 1971
- genre Magilina Vélain, 1877
- genre Novastoa Finlay, 1926
- genre Petaloconchus Lea, 1843
- genre Spiroglyphus Daudin, 1800
- genre Thylacodes Guettard, 1770
- genre Thylaeodus Mörch, 1860
- genre Tripsycha Keen, 1961
- genre Vermetus Daudin, 1800
- genre Vermitoma Kuroda, 1928

## Galerie

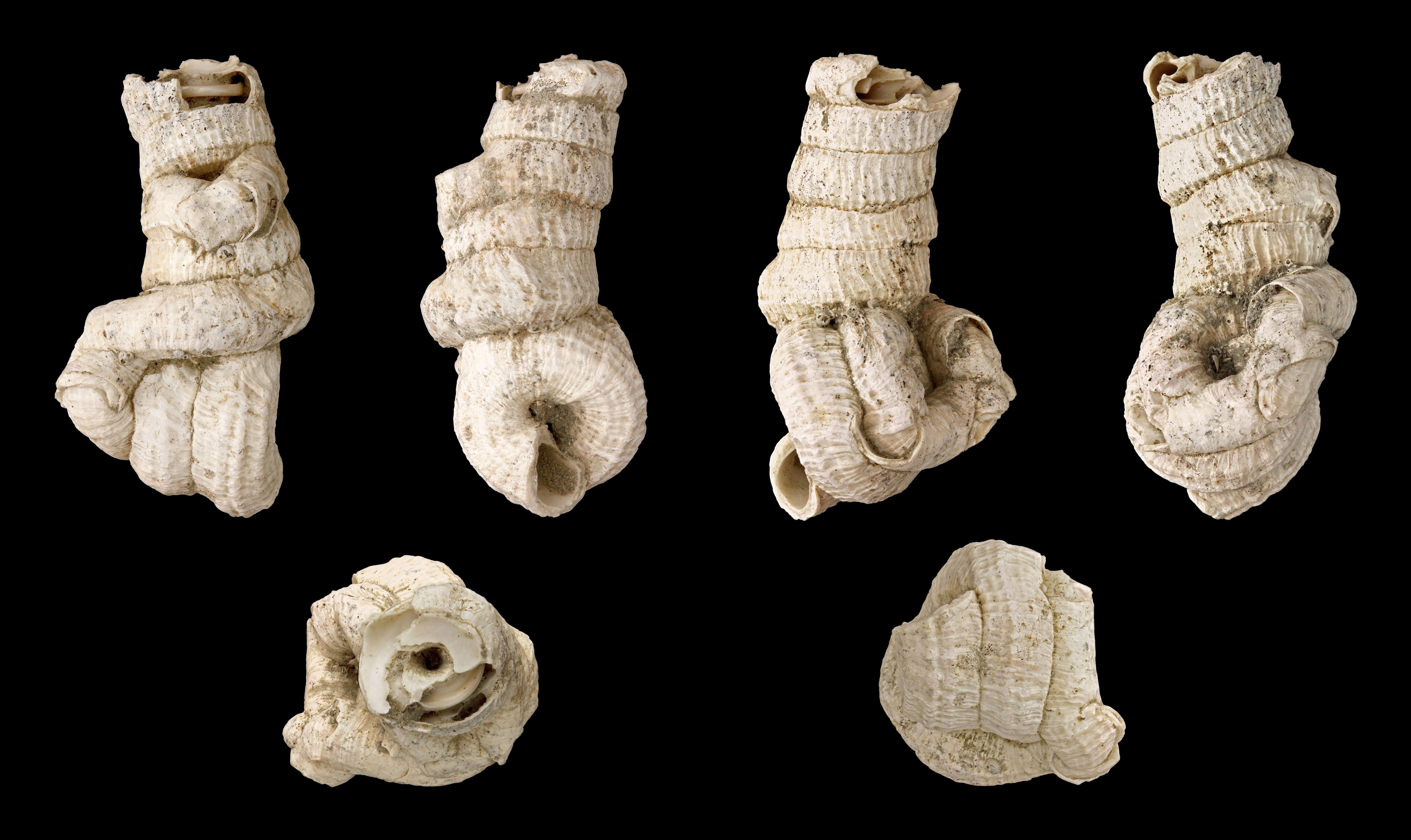
Petaloconchus intortus
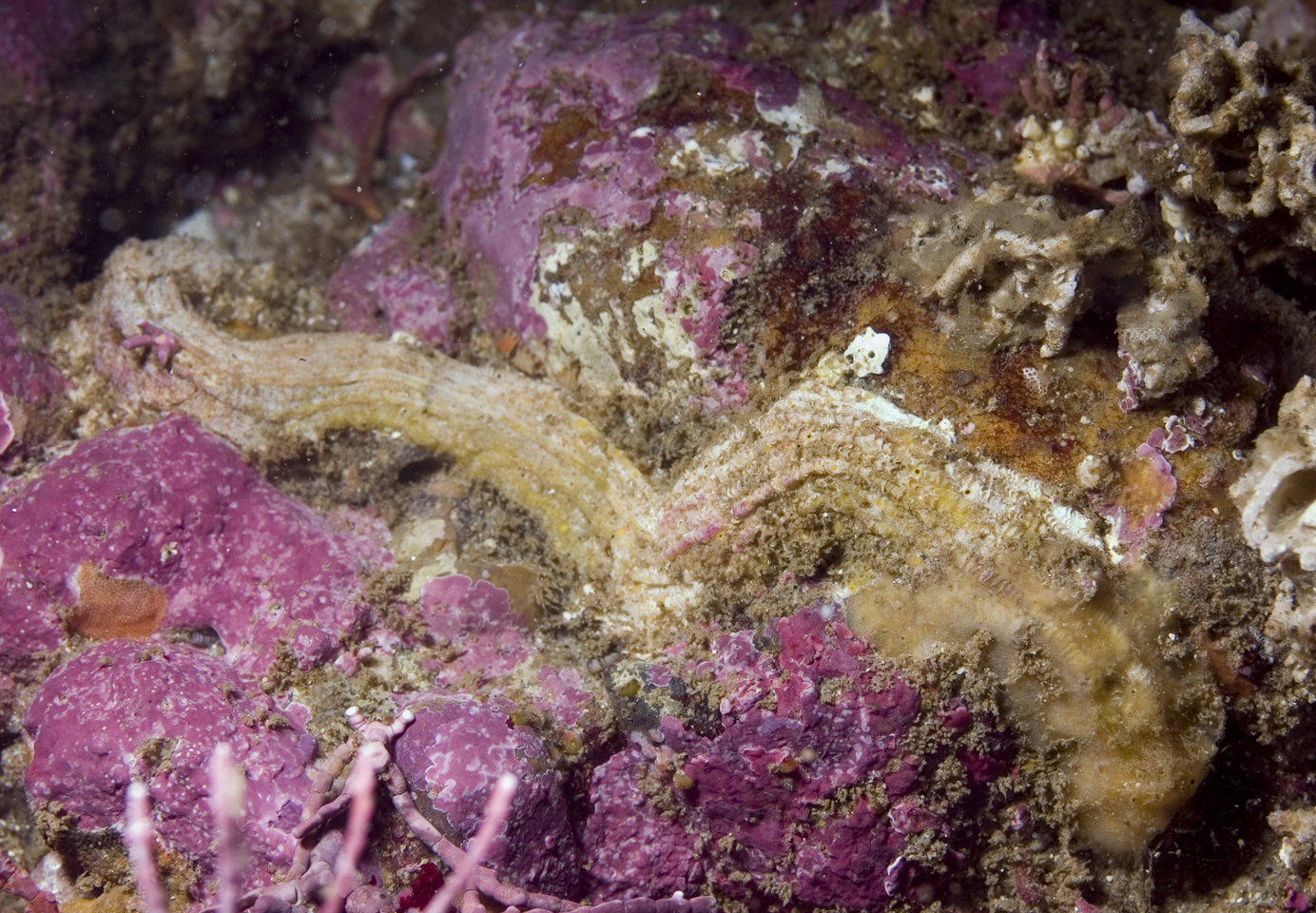
Serpulorbis squamigerus
Thylacodes arenarius
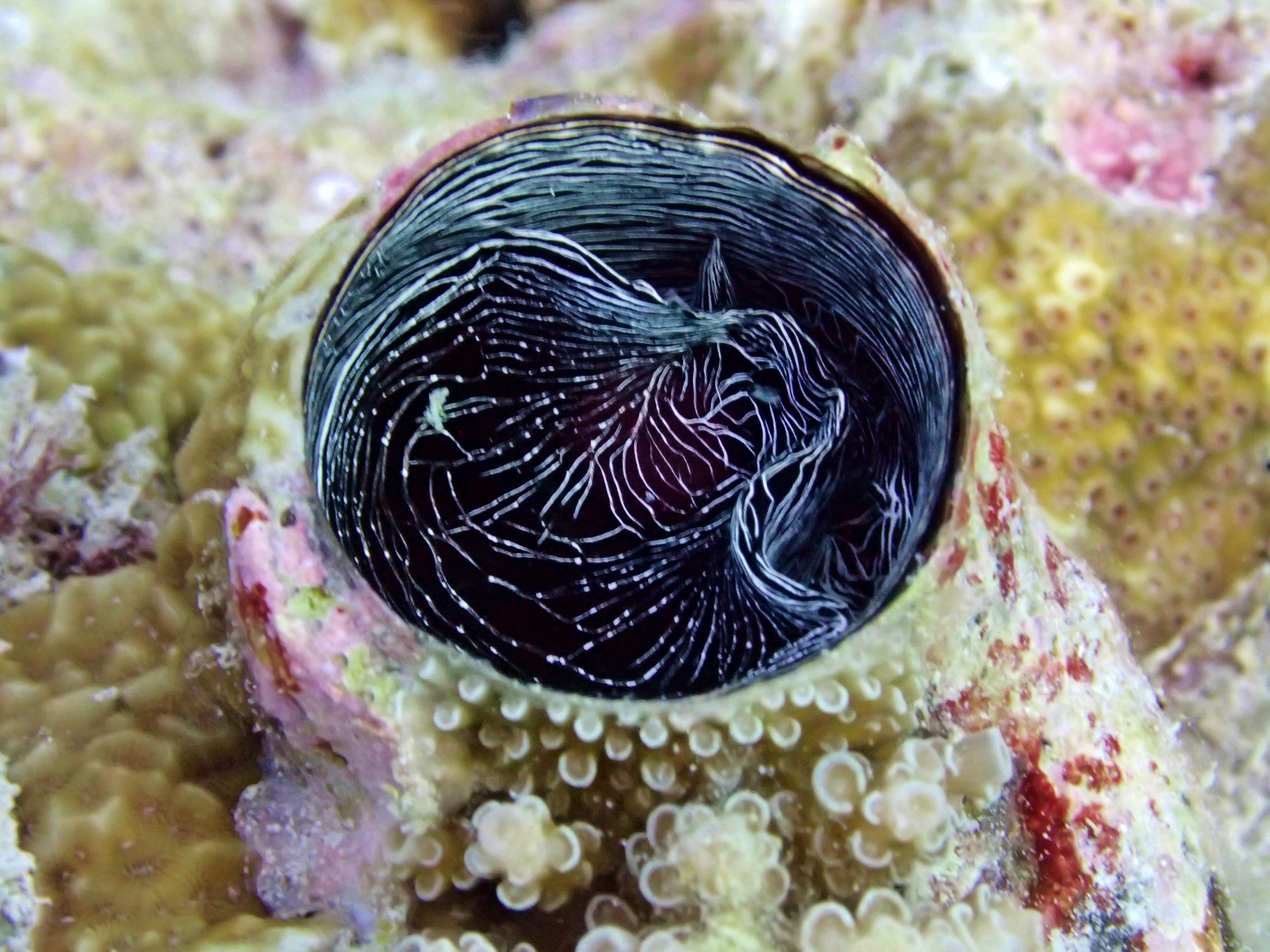
Thylacodes grandis
Vermetus triquetrus
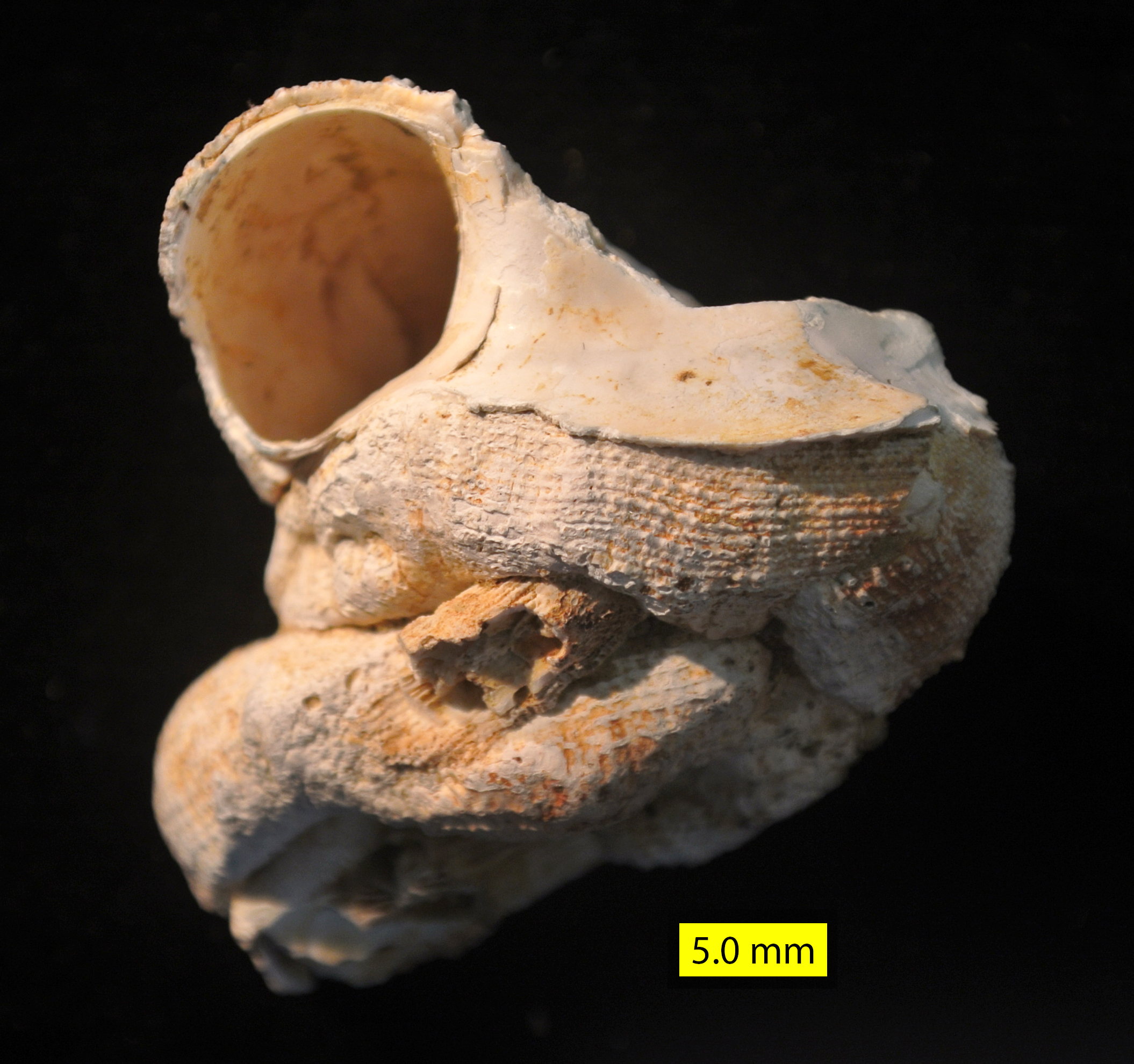
Fossile de Vermetus sp.
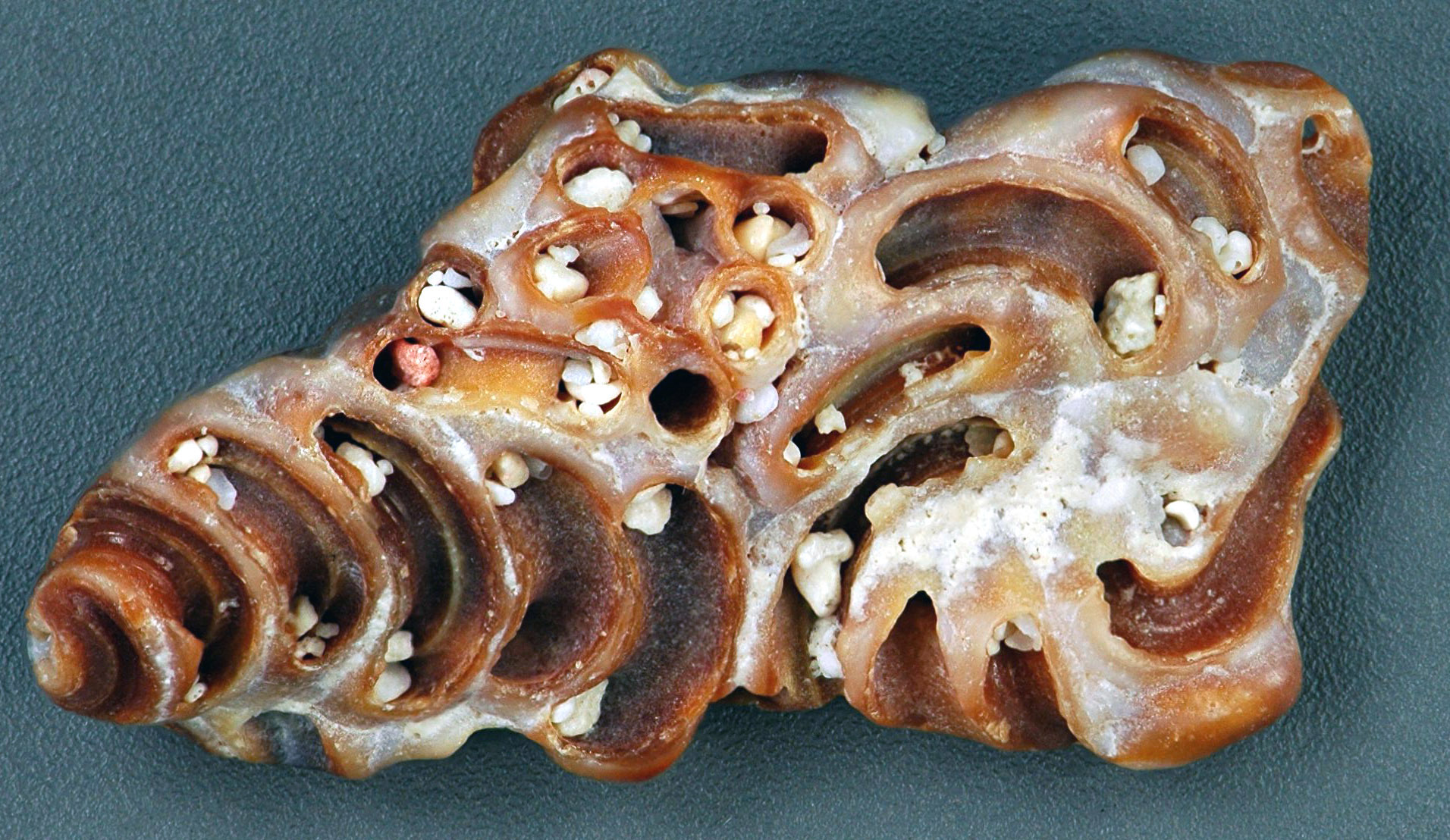
Accrétion de Petaloconchus sp.